# Галерея Арацці
Галерея Арацці (італ. Galleria degli Arazzi) — одна з галерей Superiori в папському палаці у Ватикані. Тут виставлені десять фламандських гобеленів, створених за малюнками учнів Рафаеля на Брюссельської мануфактурі Pietre van Aelst. Гобелени були вивішені в Сикстинській капелі у 1531 р., а у 1838 р. були перенесені в цю галерею.